# Gökhan Töre
Gökhan Töre (ur. 20 stycznia 1992 w Kolonii) – turecki piłkarz niemieckiego pochodzenia występujący na pozycji pomocnika w tureckim klubie Konyaspor oraz w reprezentacji Turcji. Wychowanek Bayeru 04 Leverkusen, w swojej karierze grał także w takich zespołach jak Hamburger SV, Rubin KazańBeşiktaş JK, West Ham United, Yeni Malatyaspor, Adana Demirspor i MKE Ankaragücü.